# Lila Borsali
Lila Benmansour épouse Borsali est née le 12 juillet 1976 à Tlemcen, est une interprète algérienne de musique arabo-andalouse.

## Biographie

### Jeunesse à Tlemcen
Elle nait dans une famille de mélomanes de Tlemcen. Son père Abdellah Benmansour, pharmacien, est un amoureux des arts et sa mère Sabiha Benkelfat, enseignante de français à l'université, est également présidente de l'association culturelle « La grande maison », à l'origine de l'institution d'un prix littéraire national portant le nom du prestigieux écrivain Mohammed Dib.
Poussée par son désir de chanter, Lila, dès l'âge de onze ans, apprend à jouer de la mandoline en classe d’initiation dirigée par M. Bekkaï.
Elle rejoint quelque temps après l’orchestre senior de la prestigieuse association « Ahbab Cheikh Larbi Bensari » menée par M. Fawzi Kalfat et en devient l’une des solistes piliers du groupe.
Elle participe à de nombreux concerts et festivals ainsi que l’enregistrement d’un CD à Radio France intitulé « Nouba Zidene » dans lequel elle interprétait un « insiraf » : « Ya Ghazal Dabyu el Hima », un classique de l’anthologie arabo-andalouse.

### Départ à Paris
En 1995, elle quitte Tlemcen et s’installe à Paris où elle entame des études d’architecte-designer. Elle devient cofondatrice de l’Association Les Airs Andalous.

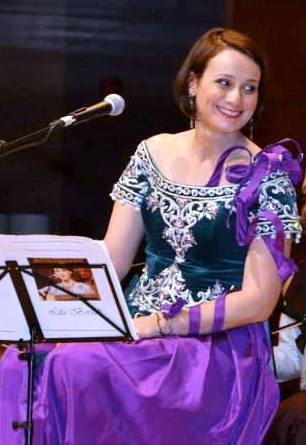
Lila Borsali en concert

Sous la direction de M. Abdelkrim Bensid, elle opte pour un instrument plus traditionnel la kouitra ; elle enrichit ses connaissances dans le domaine du patrimoine et parfait sa technique de chant. Elle a, pendant les années passées à Paris, l’occasion de côtoyer d’illustres maîtres de la musique andalouse tel que feu Amine Mesli et M. Yahia Ghoul.
En outre, elle participe à l’enregistrement du hawzi Tlemcen ya hmam.

### Retour en Algérie
En 2009, Lila Borsali revient en Algérie où elle enregistre son premier CD en tant que soliste,. Dans la même année, elle intègre l’association « Les Beaux Arts » d’Alger sous la direction de Abdelhadi Boukoura (Lauréat du festival sanaa 2009). Avec cette association, elle participe à diverses manifestations, et elle enregistre avec l’orchestre une Nouba Rasd où elle interprète un Insiraf.
Elle excelle dans l’interprétation de la nouba et du hawzi.

### Vie privée
En 2013, à la suite du décès de son époux Selim Borsali, la chanteuse fait une pause de plusieurs mois avant de revenir avec un double album Nouba Ghrib dédié à son défunt mari.
Elle est également mère de deux filles, Meriem (née 1997) et Sofya (née 2004).

## Discographie

### Frak Lahbab 2010
S. EL HASSAR
Cet album comporte les morceaux suivants:
1 - Inklab Raml el Maya: Errabi Akbel
2 - Istikhbar Djarka: Ana Fi El Houb
3 - Hawzi: Niren Chaala
4 - Hawzi: Batel Tloumouni
5 - Mokhless: Ya Mabraka Nahar Ezziara 
6 - Hawzi: Ndamt Lachaar
7 - Hawzi: Kif Amali Wa Hilati
8 - Moukhlas: Lakaytou Habibi
9 - Kadria Zidane
10-Istikhbar Arak: Min Wahch Lahbeb
11-Inklab Arak: Wallah Lawlak
12-Hawzi: Win Houm Hbabi
13-Hawzi: Ama Saba Lahbab

### Nouba Rasd Eddil 2012
Premier album de Lila Borsali totalement dédié à la Nouba.
Il comporte les morceaux suivants:
1- Metchaliya Rasd Eddil 2- Touchia Rasd Eddil 3- Mçaddar: Qad Gharrad 4- Btayhi: Malakni El Hawa 5- Derj: Ya Men Sada Saydan 6- Insiraf 1: Abqate Fi Errayad 7- Istikhbar Moual: Lama Tarakoum Ayni 8- Insiraf 2: Talata Fi Eddounia 9- Insiraf 3: Ya Qawm Intachab 10- Insiraf 4: Faha Ezzahrou 11- Mokhless 1: Niranou Qalbi 12- Djoul Djoul Tara El Maani

### Nouba Ghrib 2013
Après plusieurs mois d'absence, Lila Borsali revient sur la scène artistique avec un double album intitulé "Nouba Ghrib"  qui sera dédié à la mémoire de son défunt époux.
Cet album comporte les morceaux suivants:
CD 1 :
1 - Metchalia
2 - Touchia mçadrine
3 - Mçadar: Maachouk min
4 - Btayhi: Tafa Alayna
5 - Derj 1: Mata Nestarihou 
6 - Derj 2: Sell Mendaren
CD 2:
1 - Touchia Insrafet
2 - Tefricha Instrumentale (Improvisaiton)
3 - Insraf 1: Rani Bi el Afrah
4 - Istikhbar
5 - Insraf 2: Echamsou Malet
6 - Insraf 3: Ya Kalbi Khelli el hal
7 - Insraf 4: Wa Achya
8 - Mokhlass 1: Emchi ya rassoul
9 - Mokhlass 2: Ya Mouniat el kelb
10 - Touchia el Kmel

### Nouba Hosn  Es-Selim 2015
Dans cet album original, Lila Borsali revient avec une nouba inédite, dont les textes ne sont pas puisés du patrimoine andalou. En effet, elle ne se contente pas, de reprendre certains anciens textes anciens. mais elle innove en interprétant des textes composés sur mesure par l’auteur et compositeur M. Tewfik Benghabrit. Elle indique qu’elle a voulu s’exprimer à travers cet album sur ses propres sentiments.
Elle revient en chanson sur ce qu’elle a vécu depuis deux ans, coïncidant avec le décès de son regretté mari. La nouba commence par un Mceder, Nhebek ila el abed (Je t’aime à tout jamais) assez triste pour se terminer par une pointe d’optimisme avec un khlass El hayet moutawassila (La vie continue). Lila Borsali souligne que la structure de la nouba a été respectée. Les «Twachis» ont été repris à la lettre et des titres ont été donnés à la poésie.
L’artiste avoue qu’à chacun de ses albums elle a voulu rajouter une touche personnelle. La sortie de ce quatrième album a été, pour elle, une explosion et un virage, puisque cela lui a permis de prendre sa propre route.
Elle déclare lors d'une conférence de presse «  Un patrimoine qui ne se renouvelle pas risque de mourir. L’évolution se fait dans la réflexion. Il ne faut pas perdre de vue que nous avons cette liberté, nous artistes, de créer».
Dans la nouba Hosn Es Selim, la chanteuse rend hommage à son époux, à ses parents, à ses filles, à sa meilleure amie, ainsi qu’à son fidèle public. Pour répondre à la question de savoir comment vont réagir les puristes de la musique andalouse face à cet esprit novateur de la nouba,  Lila Borsali confie qu’elle a eu des réactions positives lors de la présentation de la nouba devant des professionnels à Tlemcen. Elle ajoute que même s'il y a des critiques négatives, la seule réponse c’est que « finalement cet album n’est pas contre ce qui existe déjà, mais c’est dans l’esprit de partage d’émotions et de sentiments avec le style de la nouba qui est captivant. En tant qu’artiste, je considère que la création est importante afin de laisser son empreinte. Cette création si elle est sincère elle est acceptée et le patrimoine doit absolument s’enrichir pour durer encore des siècles». la chanteuse estime que «le travail qu’elle a entrepris n’a pas été fait pour contrer quiconque. C’est un sentiment de partage. Je pense que si la création n’est pas calculée, elle est mieux acceptée. Les personnes qui trouveront à redire sur ce travail se rendront à l’évidence que notre patrimoine doit s’enrichir davantage ».

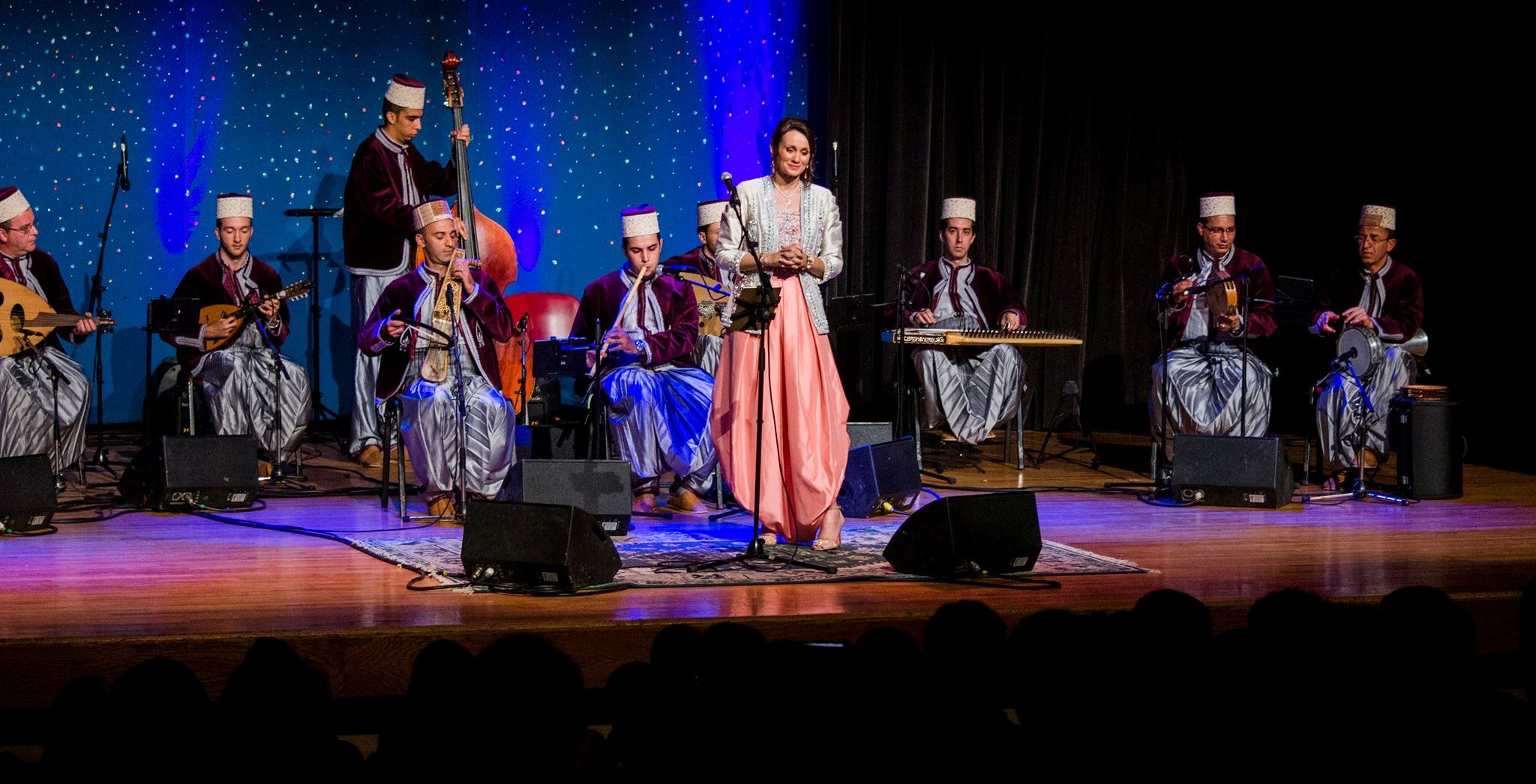
Lila Borsali et son orchestre lors d'un concert à la salle Ibn Zaydoun

Cet album comporte les morceaux suivants:
01 - Touchia Hsine Qçid, 03- Mçaddar Mhabtek lilabed (Amour éternel), 03 - Btayhi El hayat El Abadiyatou (Vie éternelle) », 04 - Derdj Ra’ak Allah Ya Oumi (Que Dieu te protège maman), 05 - Touchia Hsine Insirafate, 06 - Istikhbar improvisation vocale Choukrane Liwoudjoudek (Merci d’exister), 07 - Premier Insiraf Enhabek Ya Abah (Je t’aime papa), 08 - Deuxième Insiraf Aboune Wa Sadiq (Un père et un ami), 09 - Mokhless El hayet Moutawassila (La vie continue), 10 - Mokhless Tahiyati Ilaikoum (Révérence), 11 - Touchia Hsine El Kmal.

### Nouba Pour l'Espoir 2018
Ce projet, album et court-métrage,  vise en quelque sorte à « gommer » le temps et à  pénétrer, à « travailler » en empathie, le patrimoine à la fois dans son intimité descriptive comme dans sa portée sociétale, et ce en mettant  en vis-à-vis des légendes qui l’habitent- notamment celle de Aassim  et Isabella, une histoire vécue dans une petite ville , Teruel, en Espagne vers 1112 et  dont Lila Borsali s'est inspirée -  , et une  autre histoire celle de Tamandra et Tarek, elle, récente et vécue à Alger en 2017 , écrite et imaginée à partir de préoccupations nées de notre époque. Le dialogue qui en naîtra vise à évoquer le rapport complexe à l’Autre, et à souligner le fait que les relations humaines pourtant naturellement portées par l’amour, l’échange, l’affection, ont de tout temps été conditionnées, sinon brisées par les structures sociales, par des tabous qui ne varient que dans des contextes qui diffèrent. Ce dialogue reste néanmoins une métaphore pour dire que, pratiqué à travers l’Histoire dans toutes les cultures et sur tous les continents, l’art, dans toutes ses formes, parle à notre humanité commune et à nos valeurs partagées, en transformant la plus simple des expressions en un puissant catalyseur autant pour la réflexion que pour l’émotion esthétique.
Cet album comporte les morceaux suivants:
Metchaliya Jarka * Touchia Jarka * Mçaddar: Oser aimer * Btayhi: Bonheur à Deux * Derj: Regards * Istikhbar Jarka: Passion * Insiraf1: Loin de Toi * Insiraf2: L'Amour des Uns, la Haine des Autres * Khlass1: Amour éternel * Khlass2: Victoire * Chanson Jarka: Laissez-moi Aimer